# Paul Carr
Paul Carr (* 1. Februar 1934 in New Orleans; † 17. Februar 2006 in Los Angeles) war ein US-amerikanischer Schauspieler.
Paul Carr begann seine Karriere 1955. Er spielte bis in die erste Hälfte der 1990er Jahre in weit über 100 Fernsehrollen. Meist war er Gaststar in den verschiedensten Fernsehserien. Wohl am bekanntesten ist seine Rolle als Lt. Lee Kelso im Pilotfilm Die Spitze des Eisberges (Where no man has gone before, 1966) der Science-Fiction-Serie Raumschiff Enterprise. Eine feste Rolle hatte er beispielsweise in der über viele Jahre laufenden Seifenoper Zeit der Sehnsucht.
Seine Karriere beim Kinofilm verlief eher bescheiden. Hier spielte er in etwa 20 Filmen vor allem in kleineren Nebenrollen. Die bekanntesten Filme waren Hebt die Titanic (Rise the Titanic, 1980) und Der falsche Mann (The Wrong Man, 1956). Außerdem war er in Bat People – Die Blutsauger sowie Ben zu sehen.

## Filmografie (Auswahl)
- 1955: Star Tonight (Fernsehserie, Folge 2x16)
- 1956: Der falsche Mann (The Wrong Man)
- 1957: The Young Don’t Cry
- 1957: Jamboree!
- 1958: Peter Gunn (Fernsehserie, Folge 1x14)
- 1959: Josh (Wanted: Dead or Alive, Fernsehserie, Folge 1x35)
- 1959: Law of the Plainsman (Fernsehserie, Folge 1x03)
- 1959: Abenteuer im wilden Westen (Zane Grey Theater, Fernsehserie, 2 Folgen)
- 1959–1960: Westlich von Santa Fé (The Rifleman, Fernsehserie, 4 Folgen)
- 1960: Lawman (Fernsehserie, Folge 2x17)
- 1960: Johnny Ringo (Fernsehserie, Folge 1x24)
- 1960: Menschen im Weltraum (Men Into Space, Fernsehserie, Folge 1x24)
- 1960: Bronco (Fernsehserie, Folge 2x15)
- 1960: Bonanza (Fernsehserie, Folge 1x32 Hinrichtung im Morgengrauen)
- 1960: Surfside 6 (Fernsehserie, Folge 1x13)
- 1961: Die gnadenlosen Vier (Posse from Hell)
- 1961: 77 Sunset Strip (Fernsehserie, Folge 4x15)
- 1961/1962: Outlaws (Fernsehserie, 2 Folgen)
- 1961–1963: Am Fuß der blauen Berge (Laramie, Fernsehserie, 3 Folgen)
- 1961–1964: Tausend Meilen Staub (Rawhide, Fernsehserie, 4 Folgen)
- 1961/1965: Rauchende Colts (Gunsmoke, Fernsehserie, 2 Folgen)
- 1962: Kein Fall für FBI (The Detectives, Fernsehserie, Folge 3x24)
- 1962: Dr. Kildare (Fernsehserie, Folge 1x27)
- 1963: Captain Newman (Captain Newman, M.D.)
- 1963/1964: Auf der Flucht (The Fugitive, Fernsehserie, 2 Folgen)
- 1963/1969: Die Leute von der Shiloh Ranch (The Virginian, Fernsehserie, 5 Folgen)
- 1964: Perry Mason (Fernsehserie, Folge 7x29)
- 1964–1967: Die Seaview – In geheimer Mission (Voyage to the Bottom of the Sea, Fernsehserie, 7 Folgen)
- 1965: Amos Burke (Burke’s Law, Fernsehserie, Folge 3x08)
- 1965–1968: Zeit der Sehnsucht (Days of Our Lives, Fernsehserie, 9 Folgen)
- 1966: Raumschiff Enterprise (Star Trek: The Original Series, Fernsehserie, Folge 1x03)
- 1966: Time Tunnel (The Time Tunnel, Fernsehserie, 2 Folgen)
- 1967: The Green Hornet (Fernsehserie, Folge 1x16)
- 1967: Invasion von der Wega (The Invaders, Fernsehserie, Folge 1x09)
- 1967: Der Marshall von Cimarron (Cimarron Strip, Fernsehserie, Folge 1x11)
- 1967: Kaltblütig (In Cold Blood)
- 1968: Planet der Giganten (Land of the Giants, Fernsehserie, Folge 1x03)
- 1968: Lancer (Fernsehserie, Folge 1x03)
- 1968–1969: Adam-12 (Fernsehserie, 2 Folgen)
- 1968–1972: Der Chef (Ironside, Fernsehserie, 5 Folgen)
- 1968–1980: The Fisher Family (Fernsehserie, 3 Folgen)
- 1969: Kobra, übernehmen Sie (Mission: Impossible, Fernsehserie, Folge 3x14)
- 1969: Mini-Max (Get Smart, Fernsehserie, Folge 4x23)
- 1969–1972: Twen-Police (The Mod Squad, Fernsehserie, 3 Folgen)
- 1969–1974: Mannix (Fernsehserie, 6 Folgen)
- 1970: Hawaii Fünf-Null (Hawaii Five-O, Fernsehserie, Folge 3x13)
- 1970/1972: FBI (The F.B.I., Fernsehserie, 2 Folgen)
- 1971: Columbo: Lösegeld für einen Toten (Ransom for a Dead Man, Fernsehreihe)
- 1971: Alias Smith und Jones (Fernsehserie, Folge 2x06)
- 1971: Des Teufels tolle Hunde (Brute Corps)
- 1972: Ben
- 1972: Hec Ramsey (Fernsehserie, Folge 1x01)
- 1972: Gott sei den Bullen gnädig (The Dirt Gang)
- 1972/1974: Owen Marshall – Strafverteidiger (Owen Marshall: Counselor at Law, Fernsehserie, 2 Folgen)
- 1973: California Cops – Neu im Einsatz (The Rookies, Fernsehserie, Folge 1x19)
- 1973: Cannon (Fernsehserie, Folge 3x04)
- 1973: Unternehmen Staatsgewalt (Executive Action)
- 1973: Amputiert – Der Henker der Apokalypse (The Severed Arm)
- 1973: The New Perry Mason (Fernsehserie, Folge 1x03)
- 1974: Bat People – Die Blutsauger (The Bat People)
- 1974: Truck Stop (Truck Stop Women)
- 1974: Petrocelli (Fernsehserie, Folge 1x12)
- 1974–1978: Der Sechs-Millionen-Dollar-Mann (The Six Million Dollar Man, Fernsehserie, 4 Folgen)
- 1975: Das Geheimnis der Queen Anne (Adventures of the Queen, Fernsehfilm)
- 1975: Die Straßen von San Francisco (The Streets of San Francisco, Fernsehserie, Folge 4x03)
- 1975: Turm des Schreckens (The Deadly Tower, Fernsehfilm)
- 1975: Am Abgrund des Todes (The Lives of Jenny Dolan, Fernsehfilm)
- 1975: Barnaby Jones (Fernsehserie, Folge 4x10)
- 1975: Abenteuer der Landstraße (Movin' On, Fernsehserie, 2 Folgen)
- 1975: Die knallharten Fünf (S.W.A.T., Fernsehserie, Folge 2x13)
- 1975/1978: Detektiv Rockford – Anruf genügt (The Rockford Files, Fernsehserie, 2 Folgen)
- 1978: The Amazing Spider-Man (Fernsehserie, Folge 2x04)
- 1978/1982: Quincy (Quincy, M.E., Fernsehserie, 2 Folgen)
- 1980: Die keine Skrupel kennen (Scruples, Miniserie, 3 Folgen)
- 1980: Der unglaubliche Hulk (The Incredible Hulk, Fernsehserie, Folge 3x21)
- 1980: Hebt die Titanic (Raise the Titanic!)
- 1981: Buck Rogers (Buck Rogers in the 25th Century, Fernsehserie, 4 Folgen)
- 1982: Die wilden Weiber von Sweetwater (The Wild Women of Chastity Gulch, Fernsehfilm)
- 1982: Dallas (Fernsehserie, 4 Folgen)
- 1984: Airwolf (Fernsehserie, Folge 1x05)
- 1986: Hardcastle & McCormick (Hardcastle and McCormick, Fernsehserie, Folge 3x15)
- 1986: Code of Vengeance (Fernsehserie, Folge 1x03)
- 1987: Ein Engel auf Erden (Highway to Heaven, Fernsehserie, Folge 3x19)
- 1988: Akira (Sprechrolle)
- 1989: Eine Tasse Tee für die Liebe (Eat a Bowl of Tea)
- 1990: Augen der Nacht (Night Eyes)
- 1990: Starfire (Solar Crisis)
- 1991: Dangerous Women (Fernsehserie, 6 Folgen)
- 1992: Murphy Brown (Fernsehserie, Folge 4x26)
- 1992: Mord ist ihr Hobby (Murder, She Wrote, Fernsehserie, Folge 9x02)
- 1993: Auf den Straßen von L.A. (Father & Son: Dangerous Relations, Fernsehfilm)
- 1993: Die Rache einer Frau (Scorned)
- 2000: Blood: The Last Vampire (Sprechrolle)
- 2002: Ghost in the Shell: Stand Alone Complex (Fernsehserie, Sprechrolle)